# Lily Addison

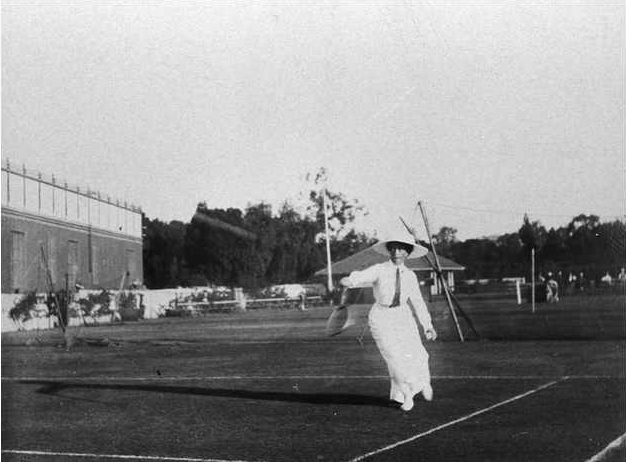
Addison (1914)

Marion Lilian „Lily“ Addison (* 21. Dezember 1885 in Adelaide; † 27. November 1982) war eine australische Tennisspielerin.

## Leben
Addison gewann ab 1906 mehrfach die Meisterschaften von South Australia. Im Mixed trat sie häufig mit ihrem Bruder J. J. Addison, ebenfalls ein erfolgreicher Tennisspieler, an. Um 1910 zog sie nach Melbourne um. Ende 1913 begann sie eine Ausbildung zur Krankenschwester am Royal Melbourne Hospital. Ihr Bruder J. J. fiel im Mai 1915 in Nordfrankreich. Nach Abschluss ihrer Ausbildung meldete sie sich im August 1917 für den Sanitätsdienst der australischen Armee und diente anschließend in mehreren britischen Lazaretten im griechischen Thessaloniki. Nach Ende des Krieges wurde sie im Februar 1919 in ein Krankenhaus in Dartford bei London wegen einer Lungenerkrankung behandelt.
Im Juni 1919 nahm sie an den Wimbledon Championships teil. Während sie im Einzel bereits in der zweiten Runde gegen Winifred McNair ausschied, erreichte sie im Mixed-Wettbewerb an der Seite von Max Décugis das Halbfinale. Einen Monat nach dem Turnier kehrte sie nach Australien zurück. 1921 gewann sie zum fünften Mal die Meisterschaften von Victoria.
1937 arbeitete sie am Royal Adelaide Hospital. 1970 lebte sie im Melbourner Stadtteil Kew.

## Titel
- Meisterschaften von South Australia: 1906, 1908–1911 (Einzel)
- Meisterschaften von Victoria: 1909, 1911, 1921 (Einzel); 1909 (Mixed)
- Meisterschaften von New South Wales: 1910, 1911 (Einzel, Doppel, Mixed)

## Quelle
- Addison, Marion Lilian (Lily) (1885 - 1982). Australian Women's Register, 28. Juni 2010, abgerufen am 18. April 2013 (englisch).